# Europese kampioenschappen roeien 2014
De Europese kampioenschappen roeien 2014 werden van 30 mei tot en met 1 juni 2014 gehouden in Belgrado, Servië.

## Medaillewinnaars

### Mannen
| Bootklasse              | Goud | Goud    | Zilver | Zilver  | Brons | Brons   |
| Skiff M1x               | Tsjechië Ondřej Synek | 6:54,95 | Duitsland Marcel Hacker | 6:56,12 | Litouwen Mindaugas Griškonis | 7:00,33 |
| Twee zonder M2-         | Servië Veselin Savić Dušan Bogičević | 6:21,75 | Nederland Rogier Blink Mitchel Steenman | 6:21,99 | Duitsland Bastian Bechler Anton Braun | 6:24,71 |
| Dubbel twee M2x         | Litouwen Rolandas Maščinskas Saulius Ritter | 6:08,82 | Azerbeidzjan Aleksandar Aleksandrov Boris Yotov | 6:09,36 | Duitsland Hans Gruhne Stephan Krüger | 6:10,09 |
| Vier zonder M4-         | Verenigd Koninkrijk Alex Gregory Mohamed Sbihi George Nash Andrew Triggs Hodge                                                                         | 5:46,86 | Griekenland Ioannis Tsilis Dionysios Angelopoulos Georgios Tziallas Ioannis Christou                                                                       | 5:51,02 | Italië Cesare Gabbia Paolo Perino Giovanni Abagnale Giuseppe Vicino                                                                           | 5:51,72 |
| Dubbel twee M4x         | Oekraïne Dmytro Mikhay Artem Morozov Olexandr Nadtoka Ivan Dovgodko                                                                                    | 5:41,92 | Verenigd Koninkrijk Graeme Thomas Sam Townsend Charles Cousins Peter Lambert                                                                               | 5:42,19 | Duitsland Karl Schulze Kai Fuhrmann Philipp Wende Tim Grohmann                                                                                | 5:42,83 |
| Acht M8+                | Duitsland Max Planer Felix Wimberger Andreas Kuffner Eric Johannesen Richard Schmidt Malte Jakschik Maximilian Reinelt Felix Drahotta Martin Sauer (s) | 5:33,95 | Rusland Anton Zarutskiy Dmitry Kuznetsov Artem Kosov Georgij Efremenko Ivan Balandin Nikita Morgachev Ivan Podshivalov Alexander Kulesh Pavel Safonkin (s) | 5:34,99 | Verenigd Koninkrijk Scott Durant Oliver Cook Philip Congdon Matthew Gotrel Pete Reed William Satch Matthew Tarrant James Foad Phelan Hill (s) | 5:35,56 |
| Lichte skiff LM1x       | Portugal Pedro Fraga | 6:51,72 | Italië Marcello Miani | 6:54,42 | Zwitserland Michael Schmid | 6:56,44 |
| Lichte twee zonder LM2- | Zwitserland Simon Niepmann Lucas Tramèr | 6:29,57 | Verenigd Koninkrijk Sam Scrimgeour Jonathan Clegg | 6:30,32 | Nederland Tim Weerkamp Ivo de Graaf | 6:30,49 |
| Lichte dubbel twee LM2x | Frankrijk Stany Delayre Jérémie Azou | 6:11,80 | Duitsland Konstantin Steinhübel Lars Hartig | 6:13,22 | Noorwegen Kristoffer Brun Are Strandli | 6:13,28 |
| Lichte vier zonder LM4- | Denemarken Kasper Winther Jørgensen Jacob Larsen Jacob Barsøe Morten Jørgensen                                                                         | 6:08,81 | Verenigd Koninkrijk Mark Aldred Peter Chambers Richard Chambers Chris Bartley                                                                              | 6:10,97 | Frankrijk Augustin Mouterde Thomas Baroukh Franck Solforosi Guillaume Raineau                                                                 | 6:12,81 |

### Vrouwen
| Bootklasse              | Goud | Goud    | Zilver | Zilver  | Brons | Brons   |
| Skiff W1x               | Tsjechië Miroslava Knapková | 7:42,74 | Nederland Chantal Achterberg | 7:43,02 | Ierland Sanita Pušpure | 7:43,04 |
| Twee zonder W2-         | Verenigd Koninkrijk Helen Glover Polly Swann | 7:03,62 | Roemenië Cristina Grigoras Laura Oprea | 7:08,52 | Nederland Aletta Jorritsma Heleen Boers | 7:10,56 |
| Dubbel twee W2x         | Polen Magdalena Fularczyk Natalia Madaj | 6:52,15 | Litouwen Donata Vištartaitė Milda Valčiukaitė | 6:52,59 | Nederland Nicole Beukers Inge Janssen | 6:56,60 |
| Dubbel vier W4x         | Wit-Rusland Ekaterina Karsten Tatsiana Kukhta Yuliya Bichyk Katsiaryna Shliupskaya                                                                     | 6:14,64 | Duitsland Marie-Catherine Arnold Julia Lier Julia Richter Mareike Adams                                                                                         | 6:15,38 | Polen Agnieszka Kobus Maria Springwald Joanna Dittmann Monika Ciaciuch                                                                                        | 6:17,81 |
| Acht W8+                | Roemenië Roxana Cogianu Nicoleta Albu Cristina Ilie Irina Dorneanu Mihaela Petrila Ioana Craciun Adelina Cojocariu Andreea Boghian Daniela Druncea (s) | 6:16,64 | Verenigd Koninkrijk Rosamund Bradbury Olivia Carnegie-Brown Catherine Greves Donna Etiebet Jessica Eddie Zoe Lee Caragh McMurtry Louisa Reeve Zoe de Toledo (s) | 6:18,32 | Duitsland Julia Lepke Anne Becker Michaela Schmidt Alexandra Höffgen Charlotte Reinhardt Katrin Reinert Kerstin Hartmann Kathrin Marchand Laura Schwensen (s) | 6:19,97 |
| Lichte skiff LW1x       | Griekenland Aikaterini Nikolaidou | 7:33,12 | Nederland Marie-Anne Frenken | 7:34,95 | Duitsland Leonie Pless | 7:35,86 |
| Lichte dubbel twee LW2x | Italië Laura Milani Elisabetta Sancassani | 6:54,85 | Duitsland Lena Müller Anja Noske | 6:55,56 | Verenigd Koninkrijk Imogen Walsh Katherine Copeland | 6:55,77 |

## Medailleklassement
| Plaats | Land                | Goud | Zilver | Brons | Totaal |
| 1      | Verenigd Koninkrijk | 2    | 4      | 2     | 8      |
| 2      | Tsjechië            | 2    | 0      | 0     | 2      |
| 3      | Duitsland           | 1    | 4      | 5     | 10     |
| 4      | Italië              | 1    | 1      | 1     | 3      |
| 4      | Litouwen            | 1    | 1      | 1     | 3      |
| 6      | Griekenland         | 1    | 1      | 0     | 2      |
| 6      | Roemenië            | 1    | 1      | 0     | 2      |
| 8      | Frankrijk           | 1    | 0      | 1     | 2      |
| 8      | Polen               | 1    | 0      | 1     | 2      |
| 8      | Zwitserland         | 1    | 0      | 1     | 2      |
| 11     | Wit-Rusland         | 1    | 0      | 0     | 1      |
| 11     | Denemarken          | 1    | 0      | 0     | 1      |
| 11     | Portugal            | 1    | 0      | 0     | 1      |
| 11     | Servië              | 1    | 0      | 0     | 1      |
| 11     | Oekraïne            | 1    | 0      | 0     | 1      |
| 16     | Nederland           | 0    | 3      | 3     | 6      |
| 17     | Azerbeidzjan        | 0    | 1      | 0     | 1      |
| 17     | Rusland             | 0    | 1      | 0     | 1      |
| 19     | Ierland             | 0    | 0      | 1     | 1      |
| 19     | Noorwegen           | 0    | 0      | 1     | 1      |
| Totaal | Totaal              | 17   | 17     | 17    | 51     |